# 鉄鉱駅
鉄鉱駅（チョルグァンえき、朝鮮語: 철광역）は、朝鮮民主主義人民共和国の黄海南道殷栗郡の駅で、西海閘門線および殷栗線に属する。 

## 隣の駅
西海閘門線
鉄鉱駅 - 漢二川駅
殷栗線
金山浦駅 - 鉄鉱駅